# Clarity Tour
El Clarity Tour es la segunda gira de la cantante alemana Kim Petras, la cual proporcionará apoyo a su álbum Clarity. La gira comenzó el 21 de octubre de 2019 en Vancouver y concluyó el 11 de febrero de 2020 en Londres.

## Antecedentes
El 5 de septiembre de 2019, Petras anuncia el "Clarity Tour", el cual promocionará su álbum debut "Clarity", la cual tendría 23 fechas entre Canadá y Estados Unidos, las cuales se pondrían a la venta el día siguiente. El 14 de octubre de 2019 se anuncian las doce fechas en Europa y posteriormente se anunciaría una segunda fecha en Mánchester.

## Setlist
El setlist presentado es el otorgado en Vancouver el 21 de octubre de 2019.
Intro
1. «Clarity»
2. «Got My Number»
3. «Meet the Parents»
4. «Blow It All»
5. «Broken»
6. «I Don't Want It at All»
7. «Hillside Boys»
8. «1,2,3 dayz up»
9. «Unlock It» / «Click»
Interludio - Purgatory
10. «There Will Be Blood»
11. «Massacre»
12. «Wrong Turn»
Interludio - <demons>
13. «Death By Sex»
14. «Close Your Eyes»
Interludio - Knives
15. «Everybody Dies»

Acústico
1. «Human»
2. «Homework»

Finale
1. «Icy»
2. «Shinin'»
3. «Do Me»
4. «Can't Do Better»

Encore
1. «Heart To Break»
2. «Sweet Spot»

## Fechas
| Fecha                   | Ciudad         | País           | Recinto                    |
| ----------------------- | -------------- | -------------- | -------------------------- |
| Norteamérica - Etapa I  |                |                |                            |
| 21 de octubre de 2019   | Vancouver      | Canadá         | Vogue Theatre              |
| 22 de octubre de 2019   | Seattle        | Estados Unidos | The Showbox                |
| 24 de octubre de 2019   | Portland       | Estados Unidos | Roseland Theater           |
| 26 de octubre de 2019   | Oakland        | Estados Unidos | Fox Theatre                |
| 28 de octubre de 2019   | Sacramento     | Estados Unidos | Ace of Spades              |
| 30 de octubre de 2019   | Los Ángeles    | Estados Unidos | Shrine Auditorium          |
| 3 de noviembre de 2019  | Austin         | Estados Unidos | Emo's Austin               |
| 4 de noviembre de 2019  | Dallas         | Estados Unidos | House of Blues Dallas      |
| 8 de noviembre de 2019  | Orlando        | Estados Unidos | The Plaza Live             |
| 11 de noviembre de 2019 | Nashville      | Estados Unidos | Cannery Ballroom           |
| 12 de noviembre de 2019 | Atlanta        | Estados Unidos | Tabernacle                 |
| 14 de noviembre de 2019 | Charlotte      | Estados Unidos | The Underground            |
| 16 de noviembre de 2019 | Nueva York     | Estados Unidos | Avant Gardner              |
| 19 de noviembre de 2019 | Philadelphia   | Estados Unidos | The Fillmore Philadelphia  |
| 20 de noviembre de 2019 | Silver Spring  | Estados Unidos | The Fillmore Silver Spring |
| 22 de noviembre de 2019 | Boston         | Estados Unidos | Royale                     |
| 25 de noviembre de 2019 | Toronto        | Canadá         | Phoenix Concert Theatre    |
| 27 de noviembre de 2019 | Chicago        | Estados Unidos | Rivera Theatre             |
| 30 de noviembre de 2019 | Saint Paul     | Estados Unidos | Palace Theatre             |
| 1 de diciembre de 2019  | Kansas City    | Estados Unidos | The Truman                 |
| 4 de diciembre de 2019  | Denver         | Estados Unidos | Ogden Theatre              |
| 5 de diciembre de 2019  | Salt Lake City | Estados Unidos | The Depot                  |
| 8 de diciembre de 2019  | San Diego      | Estados Unidos | The Observatory            |
| Europa - Etapa II       |                |                |                            |
| 24 de enero de 2020     | Ámsterdam      | Países Bajos   | Melkweg                    |
| 26 de enero de 2020     | Hamburgo       | Alemania       | Docks Club                 |
| 27 de enero de 2020     | Copenhague     | Dinamarca      | Vega                       |
| 29 de enero de 2020     | Berlín         | Alemania       | Metropol                   |
| 30 de enero de 2020     | Amberes        | Bélgica        | Zappa                      |
| 1 de febrero de 2020    | Colonia        | Alemania       | Live Music Hall            |
| 2 de febrero de 2020    | Paris          | Francia        | Le Trianon                 |
| 4 de febrero de 2020    | Dublín         | Irlanda        | The Academy                |
| 7 de febrero de 2020    | Birmingham     | Reino Unido    | O2 Academy Birmingham      |
| 8 de febrero de 2020    | Mánchester     | Reino Unido    | Manchester Academy 2       |
| 9 de febrero de 2020    | Mánchester     | Reino Unido    | Manchester Academy 2       |
| 11 de febrero de 2020   | Londres        | Reino Unido    | Shepherd's Bush Empire     |

### Conciertos cancelados
| Fecha                | Ciudad  | País        | Recinto               | Motivo     |
| -------------------- | ------- | ----------- | --------------------- | ---------- |
| 5 de febrero de 2020 | Glasgow | Reino Unido | SWG3 Studio Warehouse | Enfermedad |